# Orculella cretilasithi
Orculella cretilasithi is een slakkensoort uit de familie van de Orculidae. De soort is endemisch op Kreta in Griekenland.
De wetenschappelijke naam Orculella cretilasithi is voor het eerst geldig gepubliceerd in 2004 door Gittenberger & Hausdorf.